# 东东不死传说
《东东不死传说》是一款出自中国大陆的格斗类电子游戏，2009年8月8日随《游戏机实用技术》杂志发行。

## 游戏内容
该游戏的故事背景为：2009年，广州市举办“街头霸王”格斗大赛。决赛前夕大批参赛选手神秘失踪，所有的线索都指向“生化男”。四川省公安厅人民刑警“东东”踏上了南下之路，他伪装成格斗家，誓要寻找案件的真相。
《东东不死传说》具有格斗游戏常备的元素，如必杀技、轻重拳、防御、体力槽、时间限制等，但不同之处在于游戏内的所有角色都由真人扮演，配音采用普通话和部分方言。游戏中共有24个真人角色，36个场景都使用广州本地的场景。《东东不死传说》加入了大量的梗和恶搞内容，如《街头霸王2》的砸车关、角色“足球流氓”的必杀技引用了黄健翔的流行语“你不是一个人在战斗”、Gouki在放“丢杂志”的技能时说“九块八一本”、剧情模式中有一关会进入《怒之铁拳2》的关卡中杀敌。

## 人物
- 孙悟空。来自五指山下的猴王，醒来发现唐僧已经去世。在发现现代社会污染很大后，孙悟空成立环保组织，参加比武大赛的目是为了赢取资金。[5]

- 终结者。为了阻止人类领袖的诞生，天网派遣T880型生化男回到2009年刺杀人类领袖东东。未来的东东派遣T850改良型终结者回到2009年保护自己。由于时间机器出现干扰，T850传送到中国江西。为了拯救东东和人类，T850到街头组建江西特种部队，并参加了比赛，并在比赛过程中寻找东东。[6]

- 无聊君。自称是南康市的地头蛇，实际上是一家制衣场的老板，看到比赛的广告之后，他决定参加比武大赛。[7]

- 棉花糖。最爱购买鞋子，但在经济上出现问题，由于比赛有巨额奖金，因此决定参加比武大赛。[8]

- 足球流氓。足球界的知名球星，任何球赛都不择手段拿第一，参加格斗比赛的理由是为了把暴力足球精神带到武术界。[9]

- 生化男。生化男是来自未来的机器杀手，型号为T880。在格斗大赛的关键时刻，制造了时空幻境，试图将将格斗家们困死在2D游戏世界中。同时，他还引诱东东爆发出邪恶之气，控制暴走东东来消灭一切格斗家。[10]

- 东东。四川省人民警察，并多次解决了许多国家危机，接受上级任务前往广州调查格斗家失踪的案子，为了调查出真相参加了比武大赛。因为几年前的一个刑事案件导致其内心潜伏着一股邪恶之气，在格斗大赛的关键时刻被邪恶之气所控制，使其陷入了暴走状态，无知觉状态下为生化男扫清一切障碍。[11]

- 酱爆。自从《功夫》事件之后，发现自己不是练武的料，决心转行到金融投资行业，成了炒股达人，参加比赛的目的是为了赢取奖金来炒股。从星爷学到了些皮毛，懂一些太极拳的套路。[12]

- 明仔。20多岁的他一直要求学校让他留在小学3年级，为了证明自己是世界上最强的小学生而参加比赛。[13]

- GOUKI。家用游戏领域的达人，对《胜利十一人》系列、《潜龙谍影》系列有很深厚的研究。[14]

## 制作
2006年，制作人张强和东东在同一家游戏公司上班，在午休时喜欢玩格斗游戏，但由于角色出招他们感到难受，因此在10月决定制作游戏。
为了节省建模和场景的费用，张强和东东决定使用真人拍摄作为素材，拍完照片后，张强使用Wacom压感笔将人物抠取，经过Photoshop等软件处理后转换为BMP格式，然后用2DFM软件进行加工。为了保证人物的打击感，制作人靠一帧帧照片衔接起来形成人物动作，运动镜头每一帧都是用数码相机拍成，每个游戏人物至少使用600张照片，一个被打倒摔下的动作一般要花费10分钟，将一个角色所有动作拍完则要耗费4个小时，为此张强和伙伴们共拍摄了1.8万张照片，实际用在游戏中的大约为1万张（另一说法为，拍了两万多张照片，最后使用约1.5万张）。
在游戏的制作过程中，主创团队的成员除张强以外全部离职，2008年，张强做出游戏最初级的版本。
2009年8月，《东东不死传说》随《游戏机实用技术》杂志8月版赠送，游戏也可以免费下载。在游戏正式发布后，张强决定不再对游戏进行更新，并把游戏开源。游戏开源后，百度贴吧“东东不死传说吧”吧主hlwz5735对游戏进行了更新优化。

## 赛事
2017年，《东东不死传说》成为AnimEVO投票参选作品之一。

## 註解
1. ↑  2009年时《游戏机实用技术》的售价是9.8元人民币一本
2. ↑  一款2D格斗游戏制作工具